# Sospita poultoni
Sospita poultoni är en fjärilsart som beskrevs av James John Joicey och Talbot 1922. Sospita poultoni ingår i släktet Sospita och familjen juvelvingar. Inga underarter finns listade i Catalogue of Life.